# Ugone (arcivescovo)
Ugone o Ugo (... – Palermo, 1161) forse di origine normanna o franca, fu arcivescovo di Capua dal 1129 al 1135 e di Palermo dal 1150 fino alla morte.

## Biografia
Secondo Graham A. Loud Ugone divenne arcivescovo di Capua prima del 1150, succedendo a Goffredo, ex vescovo di Dol, che era stato nominato alla sede capuana intorno al 1145.
Nel 1150, in seguito ad un accordo tra il re Ruggero II di Sicilia e papa Eugenio III, Ugone fu trasferito da Capua alla sede di Palermo. 
Il precedente arcivescovo in carica, Ruggero Fesca, menzionato l'ultima volta nel marzo 1147, nel frattempo era morto o era stato deposto. 
Il trasferimento di Ugone ebbe luogo formalmente in novembre, a Ferentino. 
Eugenio concesse a Ugone il pallium ma rifiutò di confermare la sede metropolitana precedentemente istituita a Palermo dall'antipapa Anacleto II.
Il giorno di Pasqua del 1151 a Palermo, Ugone, usando l'autorità del pallium, incoronò re di Sicilia il figlio di re Ruggero II, Guglielmo, associato al potere dal padre; quando Ruggero morì nel 1154 Guglielmo rimase unico re.
Nel 1155 dei ribelli presero il castello di Butera e iniziarono a razziare le campagne siciliane professando lealtà al re e accusando l'arcivescovo Ugone di complottare con l'ammiraglio Maione da Bari per rovesciare Guglielmo e insediare Maione come re; ciononostante Guglielmo, durante la lunga malattia che quell'anno lo afflisse da settembre a Natale, ripose la sua fiducia in Ugone e Maione.
Successivamente Ugone, insieme a Maione e Romualdo di Salerno, fu tra i negoziatori del trattato di Benevento stipulato con papa Adriano IV nel 1156, che contribuì a pacificare i rapporti tra il Papato e il regno siculo-normanno.
Nella notte tra il 10 e l'11 novembre 1160 Maione si trovava nella casa dell'arcivescovo, dove Ugone giaceva malato, quando fu aggredito e ucciso dal nobile Matteo Bonello;
Ugone fu complice di Bonello nell'assassinio del potente Maione, longobardo divenuto grande ammiraglio, era il personaggio più importante del Regno di Sicilia dopo il re, odiato dai baroni italo-normanni. 
La data della morte di Ugone è incerta, il fatto che l'arcivescovo di Salerno Romualdo II Guarna officiò l'incoronazione di Guglielmo II nel maggio 1166 suggerisce che in quel momento la sede di Palermo fosse vacante.
Ugo Falcando sottintende che vi furono ripetuti tentativi falliti di eleggere un arcivescovo della sede vacante prima della nomina di Stefano di Perche, nel novembre 1167. 
Ciò sembrerebbe collocare la morte di Ugone diversi anni prima, mentre una donazione di terreni all'arcidiocesi datata aprile 1145 dimostra che Palermo a quel tempo aveva ancora un arcivescovo.
Ugone commissionò traduzioni latine di opere greche a Enrico Aristippo, attivo a Palermo negli anni cinquanta del XII secolo.